# Острик
О́стрик (устар. Малый Остер, Малый Остр) — река в Смоленской области России. Правый приток Остра в бассейне Днепра. Течёт по территории Починковского и Рославльского районов.
Длина 34 км или, по другим данным, 32 км. Площадь водосборного бассейна — 210 км² или, по другим данным, 183 км². Исток около урочища Хиловка юго-западнее деревни Ковали Починковского района на северо-западной окраине Екимовичской возвышенности. В верховье течёт в основном на юго-запад, в среднем течении — на юг, в нижнем — на юго-восток. Устье находится на высоте 180 м над уровнем моря, примерно в 4 км юго-восточнее деревни Любовка Рославльского района. На берегах реки располагается две деревни: Ермолино и Доротовка. Около деревни Любовские Дворцы нижнее течение Острика пересекает автодорога А130.
В Острик впадают: Ситенка (правый), Мощаночка (правый), Шмалинка (правый) и еще несколько безымянных водотоков.